# Mont-lès-Seurre
Mont-lès-Seurre é uma comuna francesa na região administrativa de Borgonha-Franco-Condado, no departamento Saône-et-Loire. Estende-se por uma área de 6,57 km². Em 2010 a comuna tinha 185 habitantes (densidade: 28,2 hab./km²).